# مثلجة بيريتو مورينو

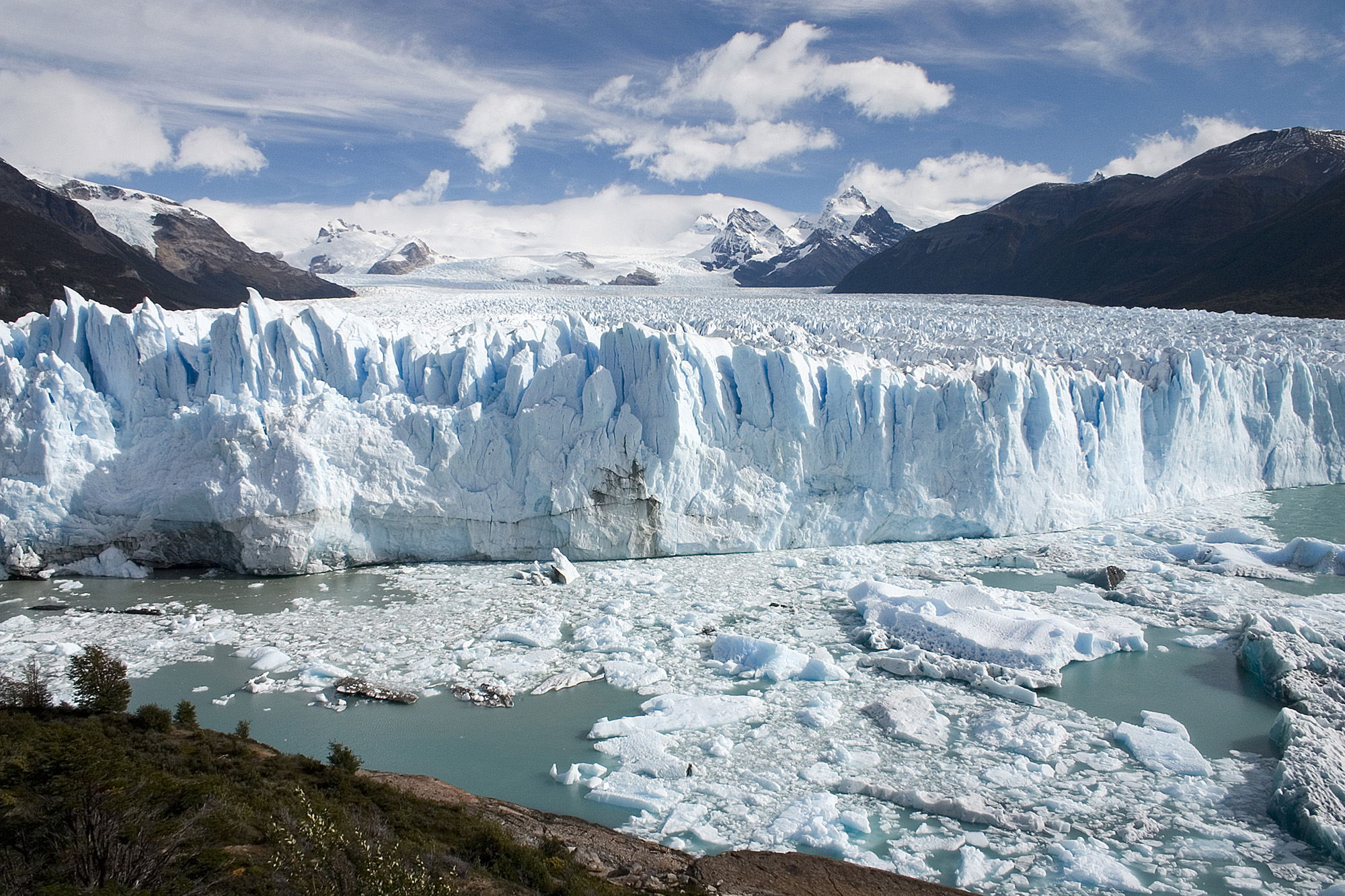
مثلجة بيريتو مورينو.

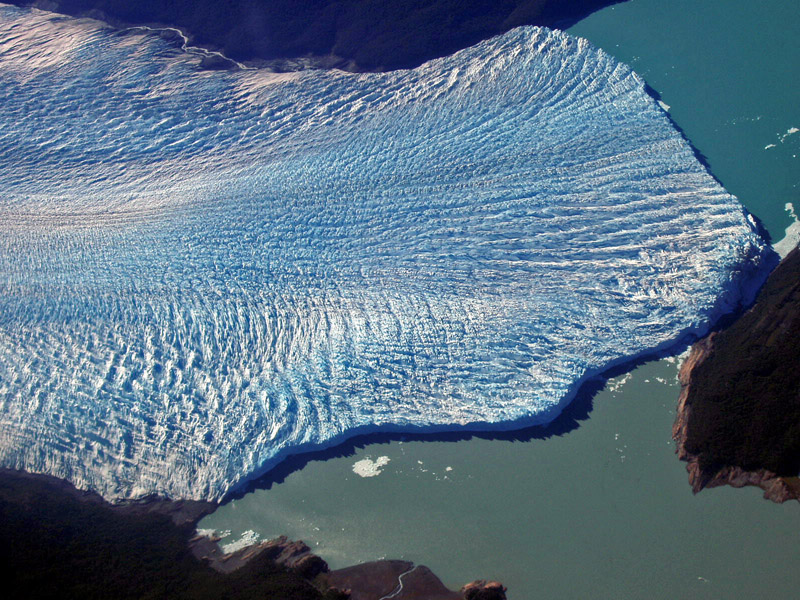
طرف مثلجة بيريتو مورينو في عام 2004.

نهر بيريتو مورينو الجليدي (بالإنجليزية: Perito Moreno Glacier)‏ سمي بذلك نسبة إلى مكتشفه فرانشيسكو مورينو (Francisco Moreno). تقع هذه المثلجة العملاقة في الجزء الأرجنتيني من اقليم بتاغونيا وتعتبر أكبر مثلجة في العالم وإحدى أهم معالم الجذب السياحية في الأرجنتين. الغريب في أمر هذه الكتلة أنها تسحب الثلج إليها بدلاً من أن يذوب فيها كحال بقية الكتل الجليدية في العالم، التي ينقص حجمها بسبب ظاهرة الاحتباس الحراري.
تبلغ مساحة كتلة مورينو 250 كم مربع (و هي كافية لاستيعاب مدينة بداخلها) و يبلغ عمق الثلج فيها 170 متر، وهي واحدة من 48 كتلة جليدية تتغذى من الحقل الجليدي البتاغوني الجنوبي الذي يعتبر ثالث أكبر مخزن للمياه النقية في العالم. هذه الكتلة بالإضافة إلى كتلة أخرى في تشيلي اسمها (كتلة بيو شي الجليدية \ Pio XI glacier) هما الوحيدتان اللتان يزداد حجمهما بعكس باقي الكتل. صورة من الجو للكتلة الجليدية بيريتو مورينو.
تمتد مساحة الكتلة الجليدية المتزايدة على (بحيرة الأرجنتين \ Lago Argentino) مشكلة سدا يقسم البحيرة إلى قسمين، مياه هذه البحيرة ضحلة مقارنة بالبحيرات الأخرى وهذا ما يفسر زيادة حجم هذه الكتلة الجليدية لان معظم الكتل المجاورة تذوب في مياه أعمق، ولكن هذه النظرية لم تفسر سبب زيادة حجم الكتلة الجليدية الأخرى في تشيلي ولذلك ما زال العلماء في حيرة ولم يجدوا تفسيرا علميا صحيحا لهذه الظاهرة التي أصبحت أحد الظواهر الطبيعية الغير مفسرة.
تتعرض هذه المثلجة لانقسامات تتكرر في قترات معينة تتراوح من سنة إلى عشر سنوات، وكأنها تتكاثر، ويمكن تشبيه هذه الانقسامات بالانفجارات بسبب صوتها المدوي. نظراً لحجمها الهائل وسهولة الوصول إليها، أصبحت مثلجة مورينو الواقعة ضمن منتزه وطني وهو منتزه لوس جلاسيار الوطني واحدة من أهم المعالم السياحية في الأرجنتين، حيث يوجد فيها مركز خاص يصطحب الزوار في جولات بحيث يتمكنون من زيارة جميع أجزاء المثلجة وتوفّر لهم أحذيةً وعدداً خاصة لتسلق الجليد.

## اقرأ أيضا
- الكالافات